# Arvid Cronenberg
Arvid Fredrik Wilhelm Cronenberg, född 3 november 1921 i Bjursås församling i Kopparbergs län, död 26 oktober 2021 i Kungsbacka distrikt i Hallands län, var en svensk militär och militärhistoriker.

## Biografi
Cronenberg avlade officersexamen vid Krigsskolan 1947 och utnämndes samma år till fänrik vid Norrlands dragonregemente, där han befordrades till löjtnant 1949. Han var lärare vid Arméns signalskola 1953–1957 och tjänstgjorde i United Nations Emergency Force i Gazaremsan 1957–1958. År 1960 blev han ryttmästare och 1961–1967 tjänstgjorde han vid Signaltjänstavdelningen i Försvarsstaben, från 1962 med kaptens tjänstegrad. Han avlade filosofie kandidat-examen vid Stockholms universitet 1967 och tjänstgjorde 1967–1982 vid Militärhistoriska avdelningen på Militärhögskolan. Han befordrades till major 1972 och till överstelöjtnant 1973.
Arvid Cronenberg invaldes 1991 som ledamot av Kungliga Krigsvetenskapsakademien.

### Utmärkelser
- Riddare av Svärdsorden, 1967.[5]